# Field of Fire
Field of Fire je druhé sólové studiové album amerického kytaristy a zpěváka Richarda Lloyda. Nahráno bylo roku 1985 ve švédském Stockholmu za doprovodu švédských hudebníků. Vyšlo roku 1986 (vydavatelství Moving Target a Celluloid Records). Producentem alba byl Lloyd společně s Stefanem Glaumannem. Jde o Lloydovo první sólové album po sedmi letech; předchozí Alchemy vydal v roce 1979.

## Seznam skladeb
| Pořadí | Název          | Autor                | Délka |
| ------ | -------------- | -------------------- | ----- |
| 1.     | Watch Yourself | Richard Lloyd        | 3:10  |
| 2.     | Losin' Anna    | Lloyd                | 2:57  |
| 3.     | Soldier Blue   | Lloyd                | 4:04  |
| 4.     | Backtrack      | Lloyd                | 3:07  |
| 5.     | Keep On Dancin | Lloyd                | 6:14  |
| 6.     | Pleading       | Lloyd, Keith Patchel | 3:57  |
| 7.     | Lovin Man      | Lloyd                | 3:07  |
| 8.     | Black to White | 4:38                 | Lloyd |
| 9.     | Field of Fire  | Lloyd                | 8:30  |

## Obsazení
- Richard Lloyd – zpěv, kytara, baskytara, harmonika
- Keith Patchel – kytara, doprovodné vokály
- Anders Astrom – baskytara
- Thomas Johansson – baskytara
- Christian Falk – baskytara
- Peter Olsen – bicí
- Ulf Sandquist – bicí
- Per Eriksson – bicí
- Stefan Glaumann – perkuse